# ناندینی باکتاواتسالا
ناندینی باکتاواتسالا (انگلیسی: Nandini Bhaktavatsala) با نام اصلاً پرما (Prema) هنرپیشه اهل هند است.
وی در سال ۱۹۷۳ برنده جایزه ملی فیلم بهترین بازیگر زن شده‌است.
او در فیلم جنگل بازی کرده است.